# 亞米謝
51°40′14″N 31°4′29″E / 51.67056°N 31.07472°E
亞米謝（烏克蘭語：Ямище），是烏克蘭北部的村莊，隸屬切爾尼希夫州的切爾尼希夫區。該村始建於1714年，面積0.98平方公里，海拔高度135米，2001年人口210，人口密度每平方公里214.3人。